# Gras förmodan
Inom matematiken är Gras förmodan (Gras 1977) en förmodan som relaterar p-delarna av Galoisegenrummen av en idealklassgrupp till gruppen av globala enheter modulo cyklotomiska enheter. Den bevisades av Mazur & Wiles (1984) som ett korollarium av deras arbete om huvudförmodan inom Iwasawateori. Kolyvagin (1990) gav senare ett enklare bevis genom att använda Eulersystem.